# Vallried
Vallried ist ein Dorf und Gemeindeteil des Marktes Zusmarshausen im schwäbischen Landkreis Augsburg in Bayern (Deutschland).

## Geschichte

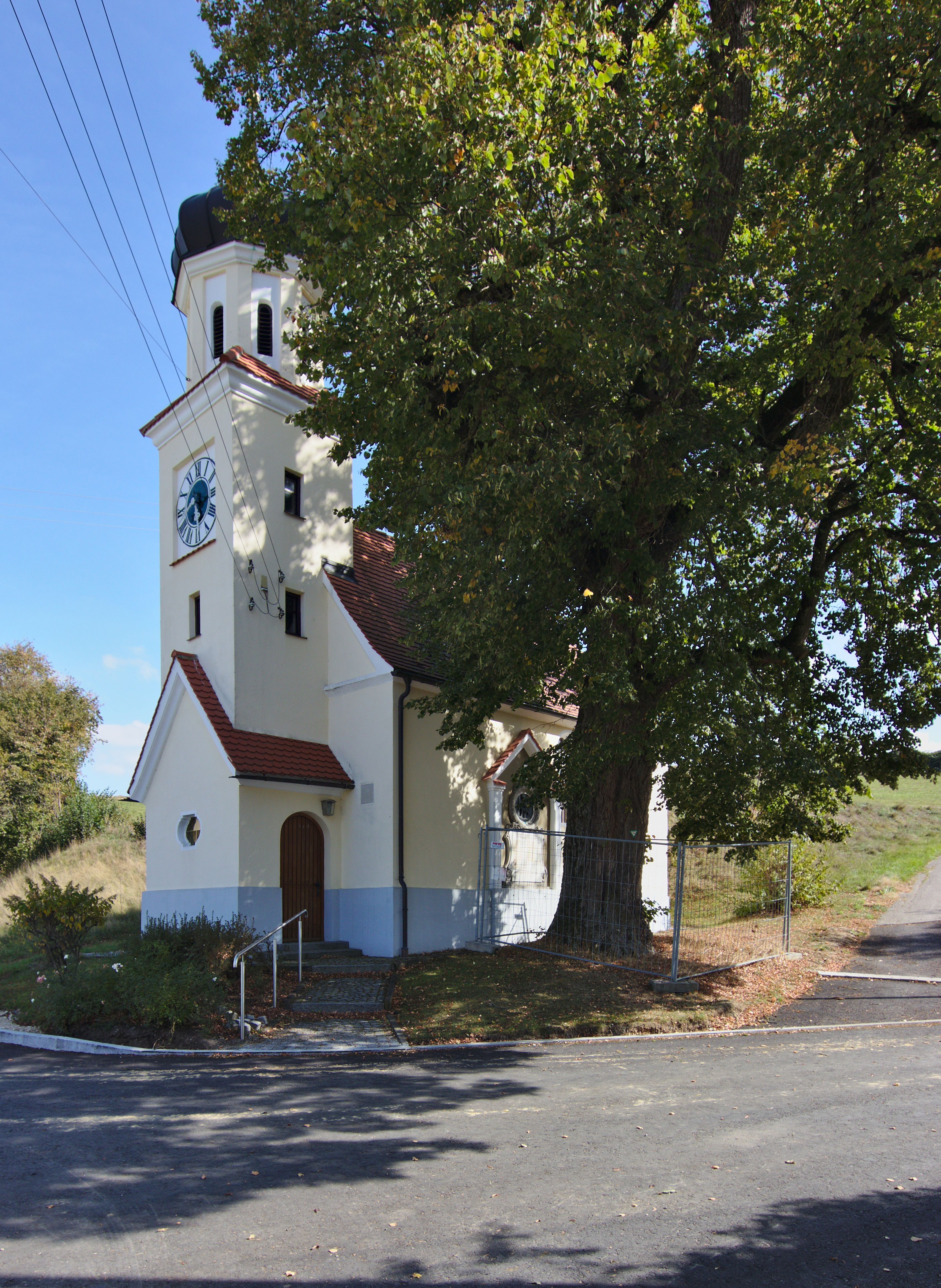
Kapelle Maria Opferung

Von 1862 bis 1929 gehörte die selbstständige Gemeinde Vallried zum Bezirksamt Zusmarshausen und ab 1929 zum Bezirksamt Augsburg, das ab 1939 als Landkreis Augsburg bezeichnet wurde. Sie wurde im Zuge der Gebietsreform in Bayern am 1. Oktober 1976 in den Markt Zusmarshausen eingemeindet.
Vallried gehört zur katholischen Pfarrei Maria Immaculata in Zusmarshausen.